# Universidade Cazar
 Universidade Cazar (em azeri:  Xəzər Universiteti), que se traduz diretamente como Universidade do Mar Cáspio, é uma universidade privada em Bacu, Azerbaijão.

## Campus
Universidade Cazar possui três campi na cidade de Bacu e mais um campus está em construção.  
- Campus “Neftchilar”
- Campus “Nisami”
- Campus “Alatava” (Escola “Dunya”)

Campus “Neftchilar” situa-se perto da estação de metro “Neftchilar”. Endereço: rua Mahsati 11, AZ 1096
Campus “Nisami” situa-se no centro de Bacu ,perto da estação do metro “Nizami”. Endereço: rua Bashir Seferoghlu 122, AZ 1009
Campus “Alatava” é uma filial que é uma escola da Universidade Cazar chamada “Dunya” (“Mundo”) . Endereço: rua Alatava 2, AZ 1012
Campus “Binagadi” contém um novo complexo pedagógico da escola “Dunya” , um centro desportivo, um dormitório e um Tecnoparque (está em construção).

## História

Founder of Khazar University, Hamlet Isakhanli

A Universidade foi fundada pelo Doutor Hamplet Isakhanli e é considerada uma das primeiras universidades privadas na Europa do Leste, no Cáucaso e na Ásia Central, que introduz um estilo ocidental na área do ensino universitário, ou seja, o ensino orientado à pesquisa. Doutor Isakhanli criou a Universidade com intenção de reformar o sistema herdado da União Soviética que foi, às vezes, corrupto. Para saber mais informação sobre o sistema da educação no Azerbaijão leia:
1. Hamlet Isakhanli. In Search of Khazar. Khazar University Press, Bacu, 2006.
2. Hamlet Isakhanli. Education System in Transition Economy: A View from Azerbaijan. Khazar University Press, Bacu, 2007 

## Informação académica
A Universidade Cazar é reconhecida no Azerbaijão por promover a educação inovadora de estilo ocidental em todos os níveis: licenciatura, mestrado e doutoramento.  A mesma também dirige a escola “Dunya” com os programas desenvolvidos para os níveis de jardim de infância, de escola primária e secundária.
O corpo docente da Universidade Cazar consiste de cerca de 250 professores, muitos dos quais são formados na Europa ou nos Estados Unidos. Universidade Cazar é a pioneira no Azerbaijão em ter um sistema flexível de acumulação de créditos que está centrado no aluno. Os programas de ensino da Universidade cumprem os padrões das melhores universidades dos países democráticos avançados industrializados. A língua principal da formação é o Inglês. Estes fatores têm como objetivo aumentar as oportunidades académicas e profissionais dos alunos e treiná-los para trabalharem num ambiente internacional globalizante.
|   | Universidade Cazar funcionam quatro faculdades (departamentos): |
| 1 | Faculdade de Engenharia e Ciências Aplicadas                    |
| 2 | Faculdade de Economia e Gestão                                  |
| 3 | Faculdade de Ciências Humanas e Sociais                         |
| 4 | Faculdade de Educação                                           |

As faculdades oferecem os cursos de graduação, pós-graduação e os programas de doutoramento nas seguintes grandes áreas de estudo:

### Faculadade de Engenharia e Ciências Aplicadas
|    | Cursos disponíveis:                                          |
| 1  | Engenharia Civil (licenciatura)                              |
| 2  | Engenharia da Computação (licenciatura, mestrado)            |
| 3  | Ciência da Computação (licenciatura, mestrado, doutoramento) |
| 4  | Eletrónica e Telecomunicações (licenciatura, mestrado)       |
| 5  | Engenharia de Petróleo e Gás (licenciatura, mestrado)        |
| 6  | Engenharia Química (licenciatura)                            |
| 7  | Engenharia Biomédica (licenciatura, mestrado)                |
| 8  | Functional analysis (PhD)                                    |
| 9  | Differential equations (PhD)                                 |
| 10 | Systems analysis (PhD)                                       |

### Faculdade de Economia e Gestão
|   | Cursos disponíveis:                             |
| 1 | Administração de Empresas (BBA, MBA)            |
| 2 | Economia (licenciatura, doutoramento)           |
| 3 | Marketing (BBA, MBA)                            |
| 4 | Finanças (BBA, MBA)                             |
| 5 | Contabilidade e Auditoria (BBA, MBA)            |
| 6 | Gestão (BBA, MBA, doutoramento)                 |
| 7 | Economia Internacional (MBA)                    |
| 8 | Gestão de Projetos (MBA)                        |
| 9 | Domestic fiscal policy and public finance (PhD) |

### Faculdade de Ciências Humanas e Sociais
|    | Cursos disponíveis:                                            |
| 1  | Lingua e Literatura Inglesa (licenciatura, mestrado)           |
| 2  | Estudos de Área (licenciatura, mestrado)                       |
| 3  | Relações Internacionais (licenciatura, mestrado, doutoramento) |
| 4  | Siências Políticas (licenciatura, mestrado, doutoramento)      |
| 5  | Jornalismo (licenciatura)                                      |
| 6  | Jornalismo Internacional (mestrado)                            |
| 7  | Tradução (licenciatura, mestrado)                              |
| 8  | Psicologia (licenciatura)                                      |
| 9  | Língua inglesa (mestrado)                                      |
| 10 | Filosofia Social (doutoramento)                                |
| 11 | Historia de Filosofia (doutoramento)                           |
| 12 | Historia do Azerbaijão (doutoramento)                          |
| 13 | Historia Mundial (doutoramento)                                |

### Faculdade de Educação
|    | Cursos disponíveis:                                        |
| 1  | Educação Básica (licenciatura)                             |
| 2  | Ensino de Matemática e Computação (licenciatura)           |
| 3  | Ensino de Química (licenciatura)                           |
| 4  | Ensino de Biologia (licenciatura)                          |
| 5  | Ensino de História (licenciatura)                          |
| 6  | Ensino de Geografia (licenciatura)                         |
| 7  | Língua e Literatura Azerbaijanesa (licenciatura)           |
| 8  | Ensino de Língua e Literatura Azerbaijanesa (licenciatura) |
| 9  | Língua Azerbaijanesa (mestrado)                            |
| 10 | Literatura Azerbaijanesa (mestrado, doutoramento)          |
| 11 | Ensino de língua e Literatura Inglesa (licenciatura)       |
| 12 | Theory and History of Education (MA)                       |

### Departamentos académicos
| 1  | Língua e Literatura azerbaijana           |
| 2  | Ciências biológicas                       |
| 3  | Química                                   |
| 4  | Engenharia Civil                          |
| 5  | Ciências da Computação                    |
| 6  | Estudos das Línguas e Religiões Orientais |
| 7  | Economia e Gestão                         |
| 8  | Educação                                  |
| 9  | Eletrónica e Telecomunicações             |
| 10 | Lingua e Literatura Inglesa               |
| 11 | Geografia                                 |
| 12 | História e Arqueologia                    |
| 13 | Jornalismo                                |
| 14 | Direito                                   |
| 15 | Matemática                                |
| 16 | Línguas Modernas e Literatura Comparativa |
| 17 | Música e Belas Artes                      |
| 18 | Engenharia de Petróleo                    |
| 19 | Filosofia e Sociologia                    |
| 20 | Física                                    |
| 21 | Política e Relações Internacionais        |
| 22 | Psicologia                                |

### Escola “Dunya”

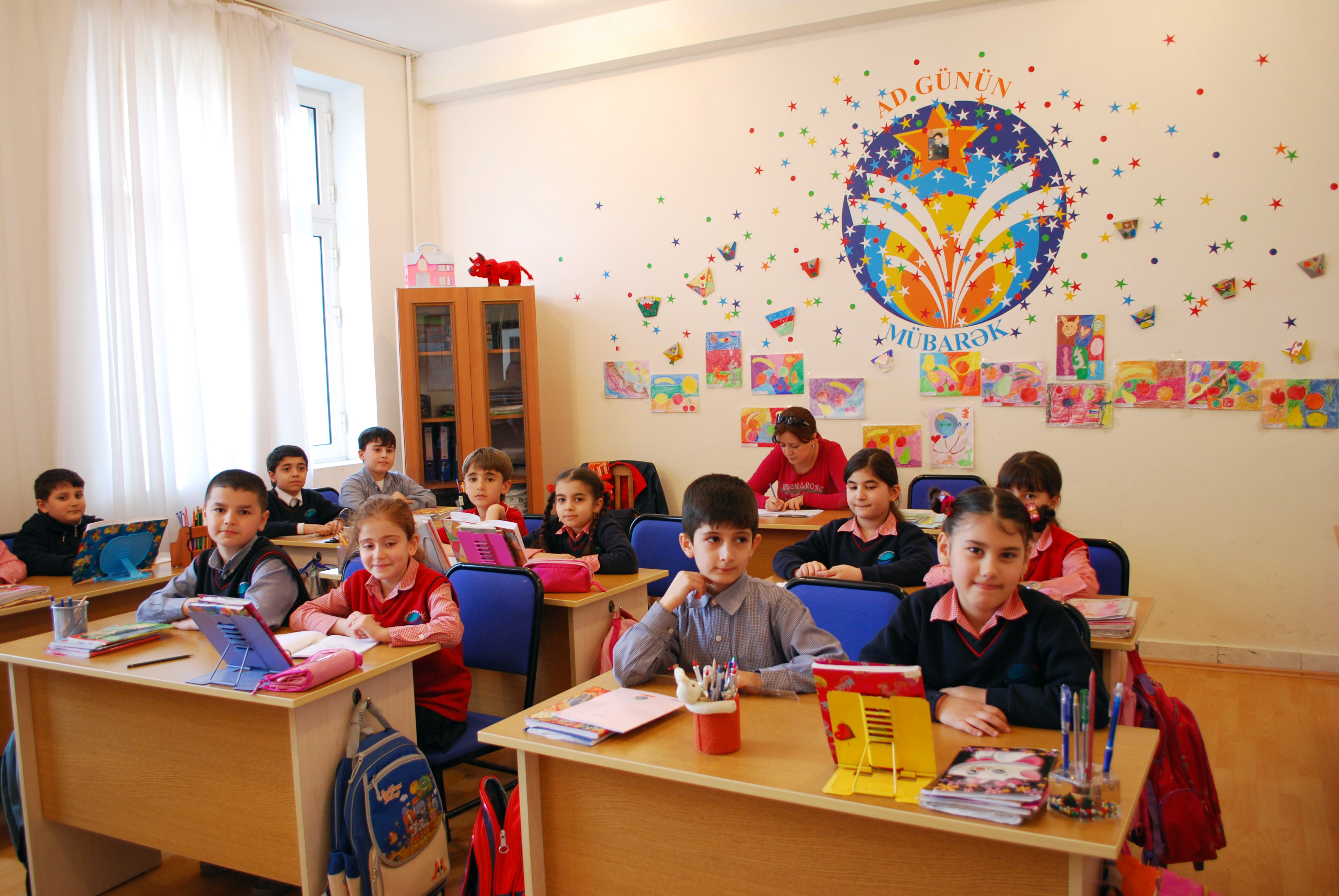
Dunya school students

A Escola “Dunya” foi fundada em setembro de 1998 sob os auspícios da Universidade Cazar e consiste de: jardim de infância, escola primária e escola secundária. Em 2009 a escola foi acreditada pela Organização de Bacharelato Internacional (International Baccalaureate Organisation (IBO)), por isso, ao terminar a escola, os alunos recebem um certificado de prestígio de Escolaridade do Ensino Secundário que seja reconhecido mundialmente. 
A escola oferece um programa de instrução muito abrangente usando as melhores práticas educativas que sejam adequadas às necessidades intelectuais, sociais e culturais dos alunos através de programas que ajudam cada criança a explorar os seus talemtos e a criatividade. Os alunos podem escolher uma língua principal de instrução entre Azerbaijanês, Inglês ou Russo e estudar as duas outras como facultativas/estrangeiras. 
A escola faz esforço para ajudar todas as crianças a se sentirem valorizadas, ter respeito pelas outras pessoas e pelo mundo em que vivem, desenvolver habilidades morais, sociais e académicas para fazerem um contributo de valor para a sua sociedade.

## Institutos e centros
Juntamente com os departamentos académicos da Universidade Cazar existem muitos institutos e centros que realizam os programas internacionais e regionais, fazem pesquisas, trabalham com questões relacionadas com o país e com a região nas áreas académica, econômica, política entre outras.
| 1  | Divisão de Estudos de Pós-Graduação e Pesquisa             |
| 2  | Biblioteca e Centro de Informação da Universidade Cazar    |
| 3  | Assembleia de Ciência e Arte                               |
| 4  | Centro Cazar de Treino                                     |
| 5  | Centro de Recursos de Pesquisa do Cáucaso                  |
| 6  | Centro de Desenvolvimento                                  |
| 7  | Centro de Pesquisa e Treino de Economia e Negócio          |
| 8  | Centro de Estudantes e Investigadores Internacionais       |
| 9  | Centro de Competência de Migração                          |
| 10 | Centro de Estudos de Área                                  |
| 11 | Centro de Política Económica e Desenvolvimento (CPED)      |
| 12 | Instituto de Política Educacional                          |
| 13 | Instituto de Política Educacional                          |
| 14 | Centro de Política                                         |
| 15 | Centro de Educação Jurídica                                |
| 16 | Centro Cazar de Estudos de Tradução                        |
| 17 | Centro de Estudos de Ambiente                              |
| 18 | Centro de Conhecimento de Indústrias Extrativas da Eurásia |
| 19 | Centro de E-Learning                                       |
| 20 | Centro de Garantia de Qualidade                            |
| 21 | Escola de Gestão de Projetos                               |
| 22 | Escola de Gestão de Projetos                               |
| 23 | E-Média                                                    |
| 24 | Centro de Inovação da Universidade Cazar                   |
| 25 | Tecnoprque da Universidade Cazar                           |
| 26 | Centro de Apoio Psicológico e Psicoterapêutico             |

### Divisão de Estudos de Pós-Graduação e Pesquisa
A divisão coordena todos os alunos do mestrado e do doutoramento. É o centro único onde os alunos podem inscrever-se nas aulas de pós-graduação, encontrar orientadores académicos e/ou de tese, receber aprovação dos tópicos de investigação, discutir idéias de publicação, e muito mais. A Divisão ajuda os alunos durante todo o processo de pós-graduação, todo o caminho a partir de inscrição nos programas de pós-graduação até ao momento de receber os diplomas. A mesma também mantém as relações com os antigos alunos, dá- lhes oportunidades de participar em conferências, simpósios e outros eventos que possam surgir.

### Biblioteca e Centro de Informação da Universidade Cazar
Universidade Cazar possui a maior biblioteca entre as universidades privadas no Azerbaijão e, além disso, a maior coleção em Inglês que constitui cerca de 75% de todos os materiais de biblioteca.

O BCI tem uma filial em cada um dos campi da Universidade. A biblioteca principal ocupa dois pisos ( 5 e 6) do novo complexo académico do campus “Neftchilar” ( rua Mehseti 11). Esta biblioteca contém uma coleção de mais de 200.000 volumes, incluindo livros internacionais e livros didáticos de todas as áreas de estudo.
A Biblioteca e o Centro de Informação (BCI) também recolhe materiais impressos e eletrónicos em línguas europeias e orientais modernas nas áreas de Estudos de Negócios, Economia e Gestão, Matemática e Ciências, Engenharia e Ciências Aplicadas, Educação, Ciências Sociais, Ciências Políticas e Relações Internacionais, Estudos Jurídicos, Estudos de Línguas, entre outros. Livros didáticos e monografias publicados em todo o mundo, bem como as publicações de Khazar University Press, são abrangentemente representados na biblioteca.
O BCI está envolvido numa ampla gama de atividades relacionadas com o Acesso Aberto, tais como: • incentivar a comunidade académica da Universidade para publicar os seus trabalhos de acordo com os princípios do acesso aberto • apoiar o acesso online às publicações académicas da universidade, a fim de manter os padrões de garantia de qualidade e uma boa prática científica • fornecer o acesso aberto ao Repositório Institucional da Universidade Cazar.
O Centro divulga informações, organiza semanas de Acesso Aberto e apresentações, traduz os documentos principais  para Azerbaijanês para fazer a noção de Open Access uma parte integrante da comunidade universitária.  O Repositório Institucional  da Universidade Cazar, administrado pelo BCI, expõe os resultados de pesquisa dos colaboradores da Universidade.

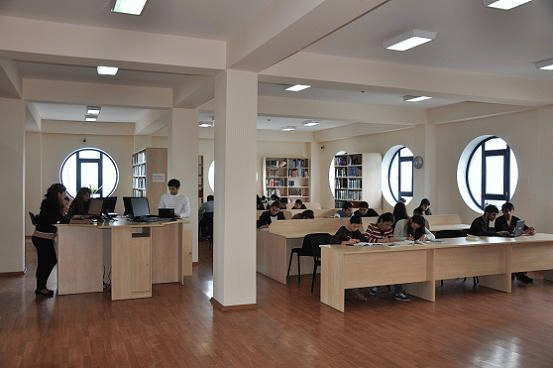
Neftchilar Campus Library and Information Center

### Assembleia de Ciência e Arte

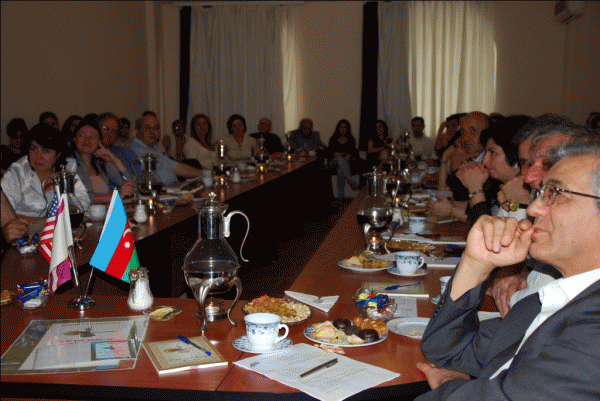
Assembly of Science and Art

Este grupo aberto de colaboração foi iniciado em 2006 pelo fundador da universidade, Doutor Hamlet Isakhanli. A Assembleia reúne especialistas honoráveis das áreas de ciência, de arte para seminários académicos sobre diversas áreas das ciências humanas, sociais, história da ciência e da cultura, novas tecnologias, entre outras. Os especialistas e expertos convidados para a Assembleia não só do Azerbaijão, mas também do exterior. As coleções de relatórios e de discussões realizadas na Assembleia de Ciência e Arte são publicadas pela Khazar University Press.

### Centro Cazar de Treino
Centro Cazar de Treino ajuda a comunidade satisfazer as suas necessidades de aprendizagem ao longo da vida através de cursos livres mediante das solicitações dos vários grupos etários. O Centro oferece cursos preparatórios que foram desenvolvidos de acordo com as exigências da Comissão Estatal de Admissão dos Estudantes e dar aos alunos uma base sólida em temas selecionados. Os cursos exigem uma frequência regular mais estudos em casa. As aulas ocorrem durante todo o ano letivo. O Centro de Treino oferece também  os cursos de línguas estrangeiras e de informática para o público geral. Além disso, o Centro fornece os cursos de preparação para os testes de TOEFL, IELTS, GMAT, GRI, entre outros.

### Centro de Recursos de Pesquisa do Cáucaso (CRPC)
O CRPC tem o objetivo de fortalecer a pesquisa em Ciências Sociais e Análise de Políticas Públicas no Azerbaijão. Desde que abriu em 2003 o CRPC  tornou-se um nexo de atividade para a comunidade das Ciências Sociais por fornecer um treino profissional para os investigadores e um acesso aberto à literatura fundamental, dados e estatísticas. O centro facilita para os analíticos a procura dos trabalhos originais para basearem a sua investigação nos dados reais de transição e para contribuirem no crescimento da  política interna da comunidade de investigação.
O centro dirige os estudoa anuais do Barómetro de Cáucaso para obter os dados comparáveis sobre a composição das famílias, das atitudes sociais e políticas e das práticas no país. O Centro é um programa da Fundação da Eurasia e está financiado pela Carnegie Corporation de Nova Iorque.

### Centro de Desenvolvimento
O Centro foi criado para apoiar o desenvolvimento contínuo da universidade. O centro mantém relações ativas e produtivas com os membros do conselho, com os doadores,com os antigos alunos e com os funcionários universitários. O Centro de Desenvolvimento projeta, implementa e dirige todas as atividades de angariação de fundos, incluindo as doações anuais, dotações e os projetos especiais. A equipa do Centro desenvolve estratégias e dirige as atividades de atrair os doadores e os patrocinadores. O Centro é responsável também pela elaboração de propostas de bolsas para fundações e corporações.

### Centro de Pesquisa e Treino de Economia e Negócio
O Centro realiza pesquisas nos vários campos de economia e de negócio, apóia o desenvolvimento e melhoramento de disciplinas relacionadas com Economia e Negócio na Universidade Cazar, oferece treino para as empresas que ainda estão na fase inicial e para aquelas que já têm experiência, divulga o conhecimento e experiência entre outras instituições de ensino superior do país.
As atividades de investigação do Centro abrangem tais áreas como governança corporativa, análise económica, economia do desenvolvimento, previsões do desenvolvimento econômico, programas de desenvolvimento, monitoramento e auditoria. O Centro realiza regularmente vários seminários de formação e workshops em Economia, Finanças, Marketing, Pequenas Empresas e outras disciplinas para os professores do ensino secundário, jovens, empresários de Bacu e de outras regiões do país.

### Centro de Estudantes e Investigadores Internacionais

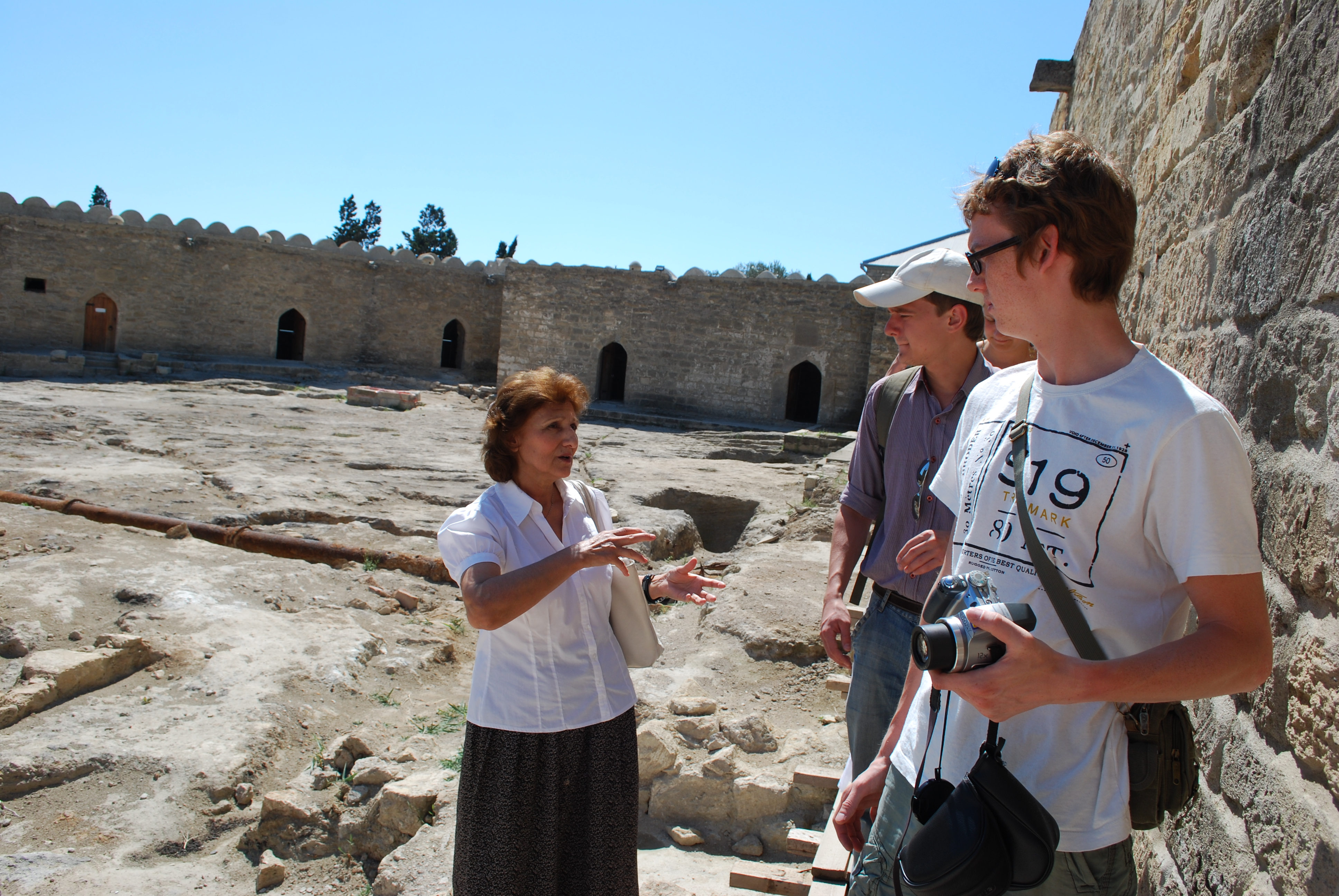
International students at Khazar

A missão do CEII é coordenar, incentivar e contribuir na internacionalização da Universidade Cazar . O CEII fornece serviços de apoio em tempo integral para os estrangeiros que visitam a Universidade para estudar, investigar, ensinar ou para outros fins. 

### Centro de Competência de Migração

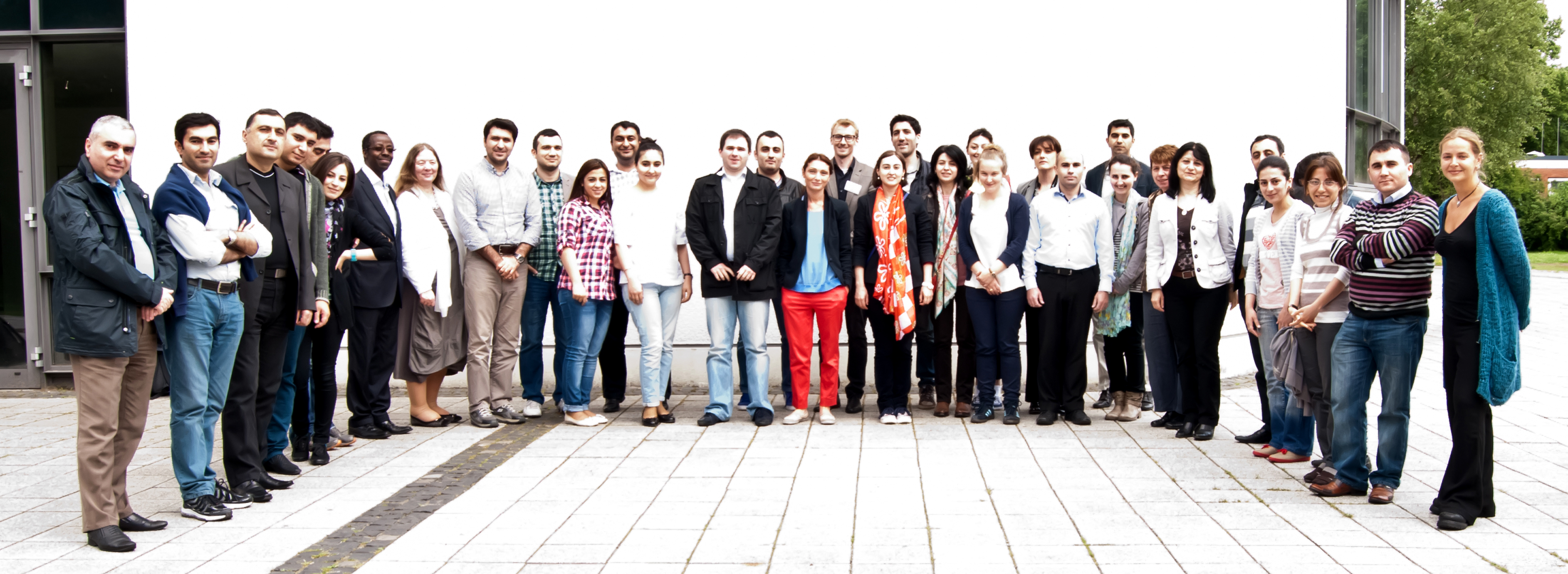
UNIMIG

O Centro de Competência de Migração, que foi criado no âmbito do projeto EU's Tempus, tem como objetivo promover e realizar pesquisas académicas, formar os professores, investigadores, estudantes e profissionais; divulga os resultados de pesquisas realizadas sob os seus auspícios, sensibilizar o público através dos seminários, conferências, publicações, internet e dos média. O centro fornece uma base de dados relacionada com a migração no nível nacional, regional e internacional. O mesmo está comprometido também com a colaboração ativa com outras instituições académicas, organizações governamentais e não governamentais e com a comunidade local. 

### Centro de Estudos de Área

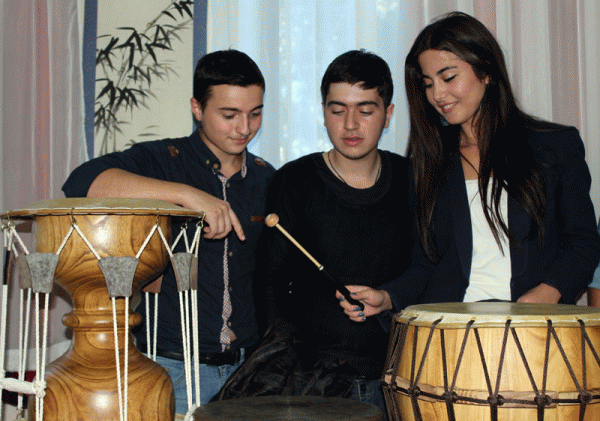
Korean Center

Vários centros, tais como Estudos da UE, Estudos Iranianos, Estudos Coreanos e Estudos Chineses, encontram-se no Campus “Neftchilar” para desenvolver as pesquisas e os estudos eavançados na área escolhida. Atualmente, a Universidade está no processo de criação do Centro de Estudos do Mundo Islâmico.
O Centro de Estudos da UE foi criado dentro de uma estrutura do projeto  EU's Tempus. É um local de trabalho para os alunos e professores para realizarem as investigações no campo dos estudos da UE. A parceria com as melhoras universidades europeias e uma troca contínua de novas idéias com os profissionais e com os cientistas permitem que o Centro fortalece os seus objetivos de investigação e que produz uma combinação de alto nível de conhecimento conceitual e prático sobre as políticas principais da UE.
O Centro de Estudos Iranianos é um ponto focal para os estudantes e investigadores que têm como objetivo desenvolver os seus conhecimentos sobre o Irão e o Mundo Pérsio. O Centro fornece as aulas de línguas, bem como sessões curtas sobre as questões culturais e históricas. O Centro Coreano foi fundado em 2012 com o apoio da Embaixada da República da Coreia no Azerbaijão e está gerido por falantes nativos de Coreano. Fornece as aulas de língua coreana para os estudantes e organiza seminários, palestras e workshops sobre a história, política, economia e cultura da Coreia.

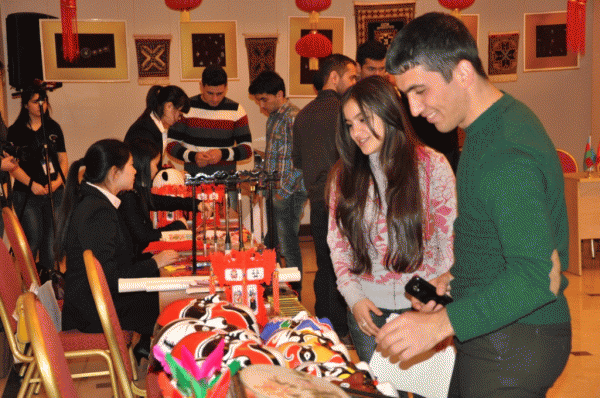
Opening ceremony of Khazar University Confucius Institute

Da mesma forma, uma filial do Instituto Confúcio foi inaugurada em 2013 com o apoio do Embaixador da República Popular da China no Azerbaijão. É um centro de estudo da língua, da cultura, da história e da filosofia chinesa. O Instituto fornece as aulas de Chinês para os estudantes, funcionários da Universidade Cazar e para o público geral.

### Centro de Política Económica e Desenvolvimento ( CPED )
É um centro dedicado aos estudos dos vários aspetos da Economia, incluindo Comércio, Energia e Tecnologia. O centro também está envolvido na distribuição de informação e iniciativas globais de desenvolvimento económico e tem como objetivo influenciar a economia regional/nacional.

### Instituto de Política de Educação
O objetivo do Instituto é aumentar a qualidade da educação e realizar a sua própria avaliação objetiva através de partilhar as experiências no campo da educação ao nível mundial. O Instituto analisa os problemas e as tendências na área da educação moderna, bem como a história e a filosofia da educação. O Instituto procura os métodos para o desenvolvimento do sistema e da política de educação no Azerbaijão de acordo com o Processo de Bolonha e fornece o apoio metodológico para todos os interessados para se adaptarem a este processo. O Instituto organiza regularmente conferências, seminários e workshops relacionados aos diversos temas de educação. Além disso, o Instituto está envolvido na análise de política e na elaboração de recomendações para as partes interessadas.

### Centro de Desenvolvimento de Carreira

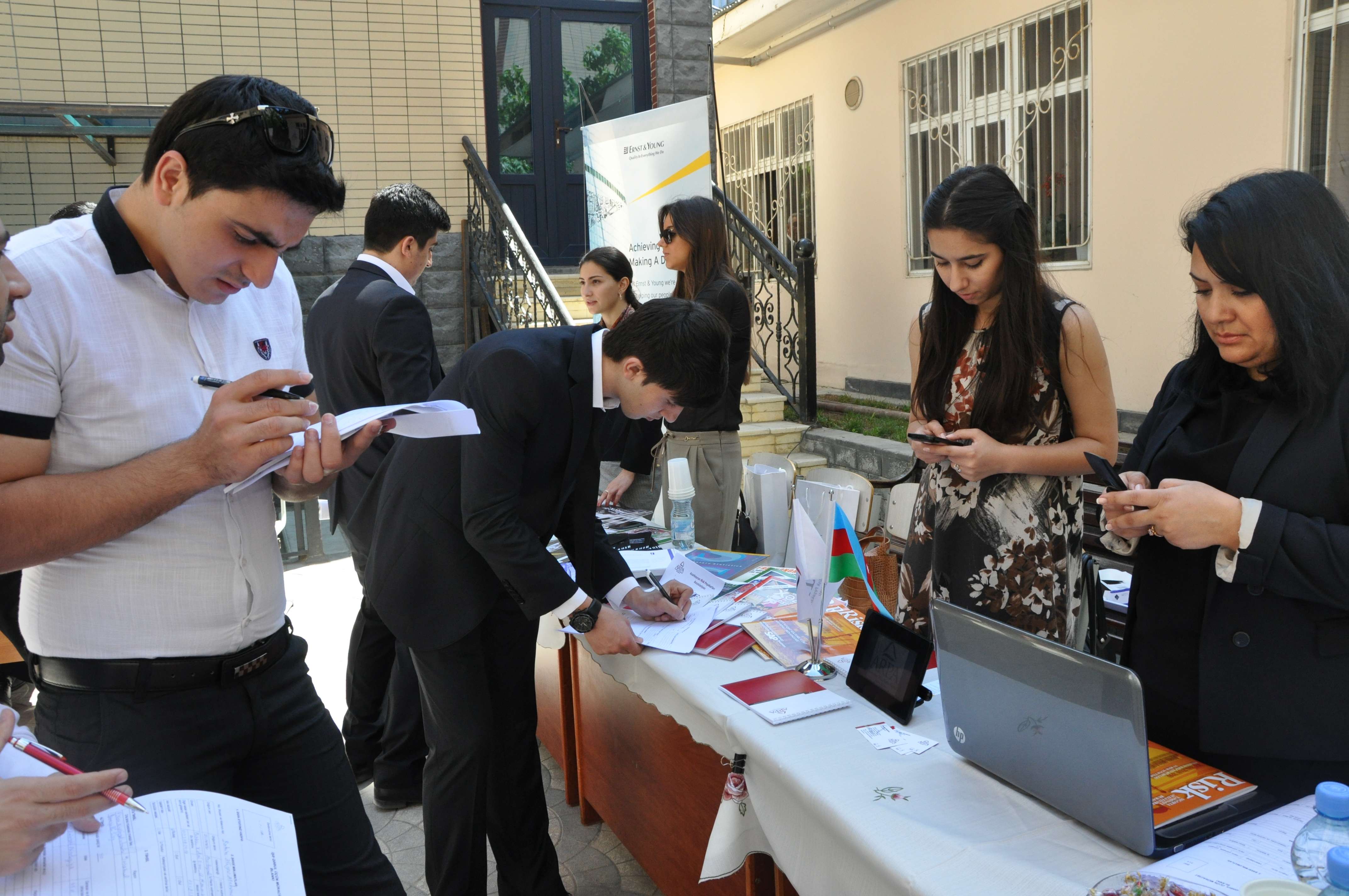
Career Development Center holds career fair in Khazar courtyard

Este centro foi inaugurado com o apoio do Fundação de Eurásia (os EUA) e tem como objetivo principal ajudar os finalistas e licenciados que os mesmos estabeleçam com sucesso as suas carreiras. O centro mantém as relações de trabalho com as organizações e empresas nacionais e internacionais para informar  os alunos as vagas de trabalho. O Centro coordena as relações diretas entre os estudantes, que estão a procura dos empregos, e os empregadores  potenciais. O centro coordena  também as discussões, seminários e sessões de formação para ajudar os alunos a melhorarem a sua empregabilidade e as suas competências.

### Instituto de Política
O Instituto é uma organização independente e neutra, comprometida com as investigações sobre as políticas públicas, a análise e a educação. O Instituto realiza conferências regulares, seminários, workshops e painéis de discussão com os vários funcionários públicos, com os diplomatas e com os cientistas, bem como os workshops orientados para os alunos, por exemplo, os exercícios de simulação da crise sobre os vários assuntos. Fornece-se uma ampla gama de programas e recursos, incluindo os oradores convidados e residentes, os grupos de estudo, as conferências e os estágios.

### Centro de Educação Jurídica
O Centro foi criado em janeiro de 2013 com o apoio da Confederação dos Advogados do Azerbaijão e da US Agency for International Development (USAID) no âmbito do projeto "Azerbaijão Rights Consortium".
O centro realiza os treinos regulares, baseados nos programas de alta qualidade para os advogados recém-licenciados para que fortaleçam as suas competências teóricas e práticas. O Centro desenvolve também as publicações jurídicas que abrangem uma ampla gama na área de jurisprudência e, para garantir a credibilidade e a qualidade dos seus serviços, o centro convida os melhores peritos desta área e os juristas praticantes para ensinarem os cursos. Além disso, está previsto que os advogados recém-formados e os estudantes de Direito vão acompanhar os advogados profissionais durante os litígios estratégicos, audiências nos tribunais, prestando os aconselhamentos jurídicos e as consultas.

### Centro Cazar de Estudos de Tradução
O objetivo do Centro é criar as oportunidades únicas de investigação por dar a origem da colaboração entre os cientistas que trabalharam nas áreas distintas de investigação. O Centrofaz traduções dos trabalhos académicos, de ficção e das obras filosóficas e técnicas de e para Azerbaijanês. Além disso, o Centro organiza as conferências e os simpósios sobre os assuntos relativos à tradução, prepara as sessões de discussão em Lexicologia, Tradução Literária, Tradução de Poesia, Teorias e Técnicas de Tradução, para as quais convida os profissionais com experiência, bem como os tradutores que só começam a sua carreira nesta área. Um dos desafios atuais mais importantes do Centro elaborar e publicar o Grande Dicionário Cazar Inglês-Azerbaijano em 6 volumes.
O Centro colabora estreitamente com os outros departamentos académicos e centros de investigação da Universidade, os quais contribuem com a sua experiência nas traduções comerciais e jurídicas.

### Centro de Estudos de Ambiente
O Centro foi criado em 2007 com a finalidade de realizar as investigações focadas nos problemas ambientais do Azerbaijão, do Cáucaso do Sul e da região do Mar Cáspio. O Centro dedica-se a fornecer as informações objetivas sobre a proteção, a recuperação e o uso sustentável dos recursos naturais da região. Os estudos e os esforços de investigação têm sido principalmente dirigidos à restauração dos rios, à gestão ambiental, à redução dos riscos de desastres, à gestão de inundações e às mudanças climáticas.

### Centro de Conhecimento de Indústrias Extrativas da Eurásia
Centro de Conhecimento de Indústrias Extrativas da Eurásia foi criado em setembro de 2010 em colaboração entre Revenue Watch Institute, Nova York, e a Universidade Cazar.
O Centro tem como objetivo ajudar no nível sub-nacional nas regiões da Ásia Central e do Cáucaso os funcionários de governo para exercer a sua influência sobre a governança do setor de indústrias extrativas por procurar os conhecimentos já existentes, os novos conceitos e as abordagens inovadoras. O Centro é capaz de fornecer uma abordagem concertada, relevante à região para facilitar a análise, a auditoria e uma tomada de decisões prudentes para todas as partes interessadas no nível nacional e sub- nacionais.

### Centrо de E- Learning

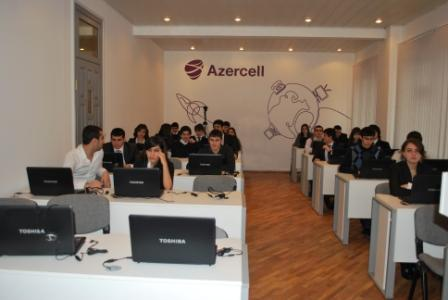
E-Learning Room at Khazar University

O Centro de E-Learning reflete uma visão da Universidade de um ambiente de aprendizagem, onde a tecnologia de informação e a comunicação eletrónica facilitam o processo de ensino e de aprendizagem. O Centro forma os instrutores para que usem de forma eficaz as TIC (Tecnologias de Informação e de Comunicação) na educação. Alél disso, o Centro fornece os workshops para os docentes sobre o planeamento, design, desenvolvimento e atualização dos cursos on-line.
O Centro utiliza o sistema de gestão de aprendizagem Moodle para ensinar os cursos de E-Learning e para acompanhar o progresso do aluno. As aulas são realizadas na sala de e-learning, que foi equipada com o apoio da Azercell Telecom Company.

### Centro de Garantia de Qualidade
O Centro está comprometido com a missão da Universidade para melhorar o processo da aprendizagem por meio da melhoria contínua do ensino. O Centro tem uma estrutura interna sólida de Garantia de Qualidade para fornecer:
• Apoio ao desenvolvimento de políticas e de procedimentos na universidade em relação à qualidade de ensino e de aprendizagem • Apoio e aconselhamento sobre questões de ensino e de aprendizagem • Assistência e facilitação das melhores práticas para o planeamento dos cursos • Monitorimento anual e revisão periódica dos programas de formação • Envolvimento dos alunos no processo de monitoramento da qualidade da universidade • Análise do feedback dos empregadores e dos formados.
Além disso, o Centro tem 15 anos de experiência de êxito na participação numa série de projetos EU's Tempus dedicados à garantia de qualidade. O mais recente foi Documentation for Quality Assurance of Study Programs (Documentação para a Garantia da Qualidade dos Programas de Estudo), começou em 2011 e tem tido como objetivo definir e implementar o sistema de documentação on-line para a garantia de qualidade dos programas de estudo consistentes com os padrões e regulamentos europeus internos de garantia de qualidade (European Standards and Guidelines for Quality Assurance).

### Escola de Gestão de Projetos
A Escola de Gestão de Projetos tem um apoio financeiro da BP e do Consórcio de petróleo e gás operado pela BP, enquanto a Escola está implementada pela Universidade Cazar e ESI International com o objetivo de desenvolver a gestão e a capacidade de projetos locais no Azerbaijão. A Escola está aberta para os participantes das organizações privadas, públicas e internacionais importantes, bem como para os mesmos das empresas nacionais.
A Escola de Gestão de Projetos fornece para os gerentes dos níveis superior e médio um programa de treino composto por sete cursos ensinados pelos professores qualificados pela ESI. A escola é o único sítio no Azerbaijão, onde os profissionais podem fazer PMP® Exam.

### Instituto Cazara de Internet
O objetivo do Instituto é promover a noção de cultura digital entre os funcionários da universidade e os alunos. O Instituto realiza vários projetos de web para a Universidade, organiza e participa nas competições e nos concursos diversos, por exemplo, por fornecer o sítio para o evento, apoiou as competições Android Era 1 e 2 organizadas pelos Google Technology Users Groups. O Instituto tem plano de abrir um laboratório de escrever, testar e implantar as aplicações móveis.

### E-Média

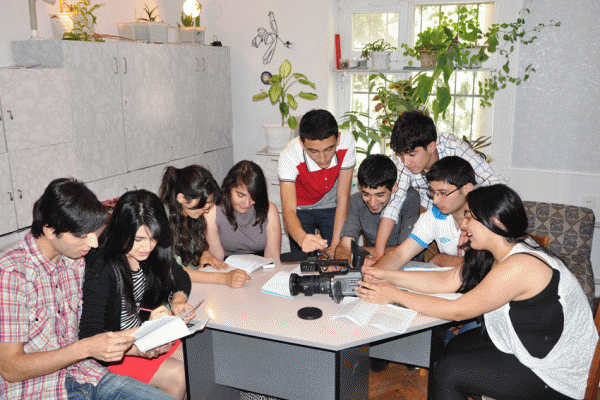
Media Center

Desde 2009 a Universidade Cazar tem feito transmissão na Voice of Khazar internet radio e TV. A mesma transmite para o mundo inteiro os programas de notícias, música nacional e clássica, debates, entrevistas e poesia 24 horas. Voice of Khazar é a primeira estação universitária de rádio no Azerbaijão. Os DJs são estudantes da Universidade Cazar.
O Centro de Média trabalha com áudio, vídeo e materiais de fotografias da Universidade. O objetivo do Centro é estabelecer um arquivo dos materiais de foto e vídeo.
As atividades  principais do Centro são: - tirar foto e vídeo sobre Universidade Cazar e os seus eventos - edição de vídeos e produção dos diversos produtos de Relações Públicas (clipes, filmes, entre outros).

### Centro de Inovação da Universidade Cazar
O objetivo principal do Centro de Inovação é fornecer um ambiente para a interação colaborativa entre as empresas tecnológicas e a comunidade universitária de investigação para terem um acesso livre à biblioteca, aos laboratórios, os equipamentos, os serviços e aos outros recursos universitários. O Centro enriquece a missão académica por atuar como um "laboratório vivo", onde as ideias geradas nas salas de aula e nos laboratórios são testadas num ambiente do mundo real. Isto tudo ajuda a atrair e manter os melhores professores e alunos.
O Centro de Inovação tem uma Incubadora de Empresas, que transforma o conhecimento e as novas ideias de negócios de base tecnológica em produtos e serviços úteis para que enriqueçam a vida humana e estimulem o desenvolvimento económico. A Incubadora desenvolve os projetos  promissores de investigação e de tecnologia e transforma-os em arranques viáveis. A Incubadora apoia também as empresas novas por fornecer uma variedade de serviços, entre os quais são treinos, consultoria empresarial, apoio financeiro e tecnológico, espaço físico e trabalho em rede.

### Tecnoparque da Universidade Cazar
O Tecnoparque,que foi fundado em 2013, é um estabelecimento novo da Universidade, cujo objetivo é aumentar as relações de tipo universidade-indústria e fornecer um espaço físico, onde as ideias mais avançadas de desenvolvimento tecnológico podem interagir com as investigações e formações universitárias. O Tecnoparque vai situar-se no novo campus “Binagadi” e está gerido pelo Centro de Inovação da Universidade Cazar, que fornece uma incubação de empresas e um apoio aos arranques. As áreas principais de foco incluem, mas não estão limitados pelas indústrias de TIC, Cinema e Animação, Energia, Biotecnologia, Eletrónica, Engenharia Civil, Multimedia, Robótica e outras.

### Centro de Apoio Psicológico e Psicoterapêutico
O Centro fornece uma variedade de serviços para a comunidade Cazar: a partir do aconselhamento individual ou de grupo até aos programas educacionais nos campi, que contribuem não só para o crescimento e a saúde de cada aluno, mas também para os programas académicos nas áreas relacionadas, para a vida do campus, tal como para a vida educacional/cultural da Universidade.

### Apoio aos Estudantes
Estudantes da Universidade são cuidados por um número de serviços, instituições e gabinetes universitários criados para eles.
- Centro de Carreira: este centro consulta sobre as questões de carreira individualmente ou em grupos, ajuda os estudantes em avaliação de preparação dos CVs, de candidaturas de emprego, das cartas de apresentação. O Centro avalia as oportunidades de carreira e de tomada de decisões estratégicas. Além disso, o centro ajuda os alunos a encontrarem as oportunidades de emprego através da organização de excursões nas empresas e de apresentações, estágios, empregos de verão, serviços voluntários e feiras de emprego

nos campi.
- União dos Estudantes: A União dos Estudantes é uma ligação entre as comunidades académicas e estudantis da Universidade. É um corpo estudantil eleito que se governa pelos estudantes e para os estudantes de acordo com as suas próprias políticas. O Senado Estudantil é composto pelo Presidente, Vice-Presidente e os líderes de 10 Comissões: Educação, Cultura, Desporto, Direito, Média, Relações Públicas, Relações Internacionais, Estudantes Estrangeiros, Bolsa de Investigação e Debate. Estas Comissões funcionam a favor das necessidades dos alunos, recolhem as opiniões e realizam as suas ideias criativas.
- Centro de Saúde é uma clínica universitária que fornece os serviços médicos básicos gratuitos para todos os alunos, corpo docente e os funcionários, incluindo
  - assistência médica ambulatorial primária
  - imunizações
  - primeiros socorros
- Alojamneto: a Universidade apoia os alunos e os funcionários na procura de alojamento a preços razoáveis antes de sua chegada a Bacu. Outra opção de alojamento é viver nas famílias de acolhimento, que são selecionadas pela Universidade e monitoradas pela equipa. Atualmente, a residência da Universidade Cazar está em construção e, quando as obras estiverem terminadas, irá acomodar tanto os estudantes do Azerbaijão como os internacionais.

- Cantina: as instalações estão em todos os campi da Universidade. Serve-se uma variedade de pratos de comida nacional e internacional ao pequeno-almoço, almoço e ao jantar. O horários de funcionamento das cantinase é de segunda a sábado. Além das refeições diárias, as instalações podem preparar uma comida para os eventos especiais e as celebrações festivas.

- Biblioteca: Na biblioteca os alunos têm o acesso a Internet sem fios de alta velocidade, reprografias, salas de estudo em grupo e individuais. Cópias extra de livros didáticos importantes estão disponíveis para emprestar, e os alunos podem verificar a disponibilidade de livros por ver no catálogo on-line através do link http://webopac.khazar.org/wx/S.exe.

- Instalações de IT: a Universidade está comprometida com fornecimento das instalações excelentes de IT, que incluem 10 laboratórios de informática disponíveis para os professores, os funcionários e os alunos da Universidade durante o horário de funcionamento. A Universidade dispõe o número dos computadores em proporção cerca de 1 computador por 3 alunos, o que é um índice um dos mais altos entre as instituições de ensino superior no Azerbaijão e em toda a região. Além disso, em todos os campi da Universidade Cazar há um acesso gratuito à Internet de alta velocidade e um serviço de wi-fi gratuito.

- Bolsas de estudo: diversos tipos de bolsas são fornecidas na Universidade Cazar .
  - Bolsas de estudo de mérito para os alunos com as notas maiores, para os irmãos e as irmãs dos estudantes, para os filhos dos funcionários da Universidade
  - Bolsas de estudo de talento
  - bolsas de estudo de indústrias nas áreas
  - relacionadas
  - estágios de investigação e de ensino para os doutorandos

- Atividades extracurriculares: ao estudar na Universidade Cazar os alunos podem participar nas atividades de musica, de dança, de grupos de teatro e outras para completarem a sua vida académica. Os alunos podem também escolher as aulas de artesanato de tapetes, de jóias e de outras artes entre as disciplinas de cultura .
- Atletismo: os alunos praticam também nos clubes universitários muitos desportos, tais como futebol, voleibol, basquetebol, xadrez, desportos radicais e artes marciais, tais como karaté, judo e kung-fu.

## Projetos e relações internacionais

A cooperação internacional é uma condição prévia para assegurar a sustentabilidade e a qualidade de ensino e de investigação numa universidade. Universidade Cazar tem como objetivo ser um lugar atraente tanto para os estudantes de tempo integral como para os estudantes internacionais de intecâmbio. Muitos professores convidados estão envolvidos no processo de ensino e as faculdades atraem ativamente mais e mais os novos cientistas à universidade. 
A Universidade está empenhada em:
- Parcerias com mais de 100 universidades e organizações do mundo inteiro.
- Projetos nacionais e internacionais.
- Programas internacionais - TEMPUS, Erasmus Mundus, World Bank, JFDP, Fulbright, IREX, DAAD, UNESCO, BP Explore, Schlumberger, British Council, governos e fundações da Europa, Ásia e América, entre outras.

Consórcios das universidades:
- União Eurasiâtica Universitária
- Associação das Universidades do Mar Negro
- Associação Universitária do Cáspio
- Aliança das Universidades pela Democracia
- Consórcio Internacional de Informação e de Investigação de Segurança
- Consórcio Internacional do Cáucaso pela Cooperação Académica

Corpo estudantil
Atualmente cerca de 2 500 estudantes estão inscritos na Universidade Cazar. Cerca de 10% de todos os inscritos são os estudantes internacionais que estudam nos departamentos diferentes da Universidade. Entre os mesmos há cidadãos da Turquia, do Irão, do Egito, da Índia, do Paquistão, da Nigéria, da Geórgia, do Iraque, da Lituânia, da Bulgária, da Líbia, dos EUA, do Reino Unido, da Canadá, da Dinamarca, da Noruega, da Coreia do Sul, da Rússia, das repúblicas da Ásia Central e dos muitos outros países.
Museus e Centros Culturais da Universidade Cazar

### Centro de Trajos Nacionais
Este centro tem uma coleção dos trajes nacionais do Azerbaijão, do Cáucaso e das outras nações. A maioria destes vestuários são feitos pelos alunos como uma parte de um "círculo de costura" estudantil. Os alunos inscritos no "círculo de costura" podem ganhar os créditos pelo seu curso da Cultura do Azerbaijão. O centro é gerido pelos especialistas do design de trajo nacional. Os vestuários são usados também pelos grupos de dança e de teatro da Universidade Cazar durante os espetáculos.

### Museu de Tapetes
O Azerbaijão é um dos mais antigos centros de artesanato de tapetes. Desde os tempos medievais no Azerbaijão tem havido quatro grandes centros regionais desta arte: Guba-Shirvan, Garabagh, Tabriz e Ganja-Gazakh. Cada um destes centros distingue-se pelo seu estilo próprio e padrões de técnica de tecer. O Museu de Tapetes da Universidade Cazar serve tanto como um museu, quanto como um workshop. Neste centro os tecedores de tapetes ensinam os cursos de Belas Artes aos estudantes.

### Centro de Joalharia
O Centro de Joalharia da Universidade Cazar trabalha principalmente com a prata, o que é uma outra arte tradicional do Azerbaijão. Este Centro também é tanto um museu como um workshop, onde os  alunos inscritos no curso de Arte de Joalharia recebem os conhecimentos práticos deste artesanato.

### Centro da Cultura Nacional
Um novo Centro da Cultura Nacional foi fundado em 2013 no campus “Neftchilar” da Universidade  com objetivo de expor as Belas Artes do Azerbaijão e de ter um espaço para eventos culturais. O Centro tem os teares para fazer tapetes, instrumentos musicais, exposições dos trajos nacionais e de joalharia, pinturas, coleções de livros, obras de batique e de designs de tapetes criados pelos docentes do Departamento de Música e Belas Artes.

### Muséu de Bonecas

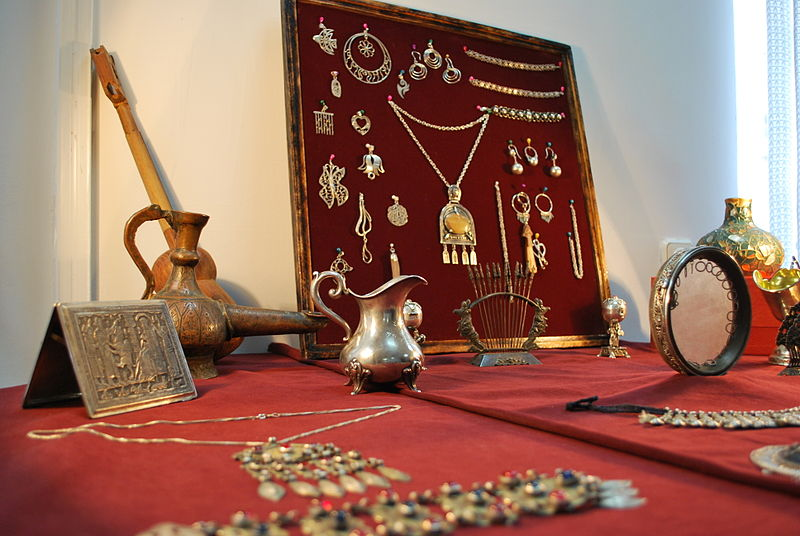
Jewelry center

O museu situa-se na escola “Dunya” e contém uma coleção de bonecas nacionais do Azerbaijão, bem como de bonecas do mundo inteiro. O Museu está gerido por Tahira Isgandarova, escritora de livros para crianças e jornalista.

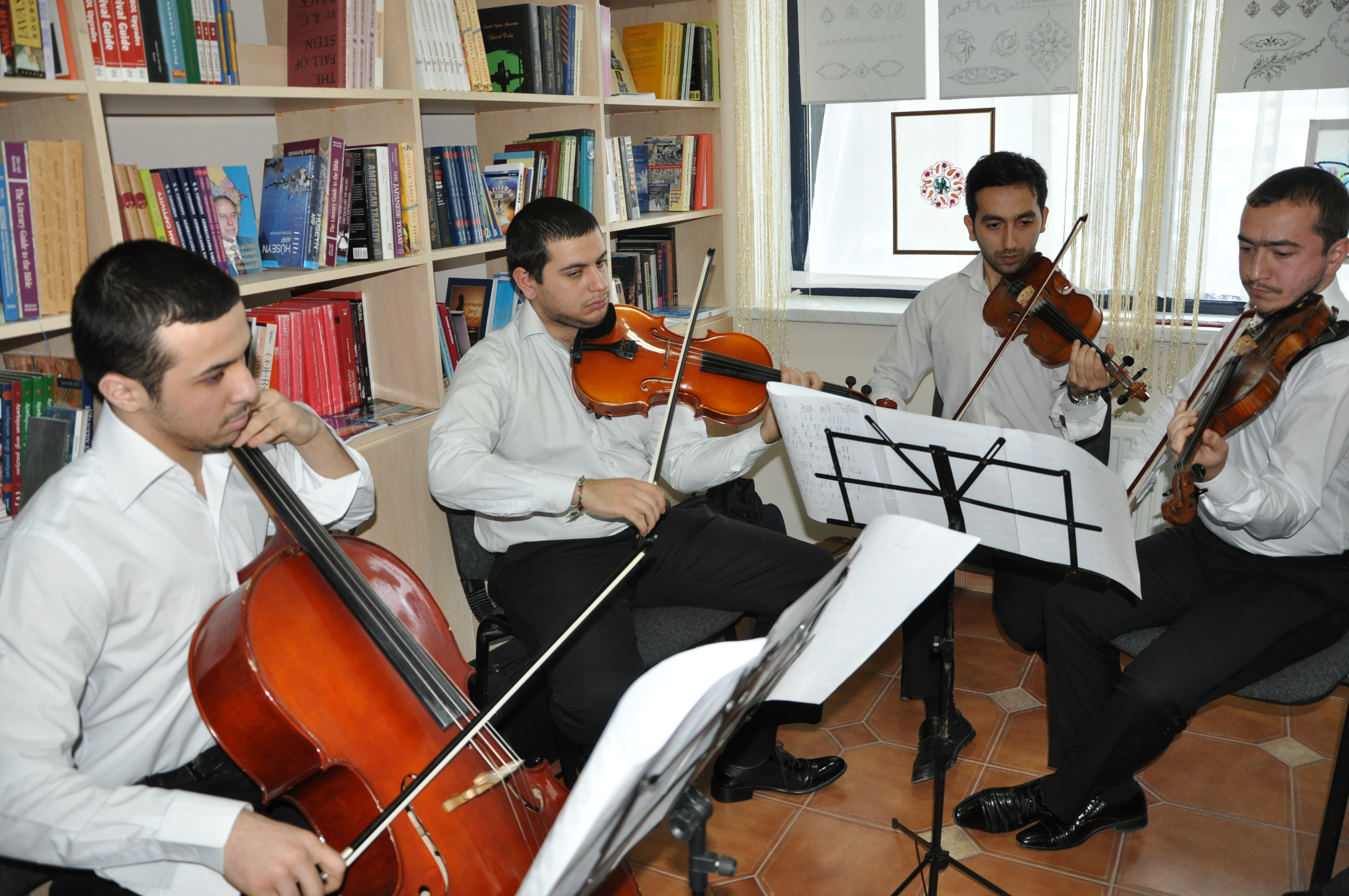
String quartet performance Cultural Center

### Alunos notáveis
- Adnan Hajizadeh, blogueiro e ativista de juventude
- Nargiz Birk-Petersen, comentarista de televisão
- Nigar Jamal, vencedora da Eurovisão em 2011
- Khaliq Dadashov, diretor de Finanças, Projetos e Poços no Oriente Médio pela BP
- Jeyran Afandi, proprietário da empresa imobiliária em Emirados Árabes Unidos
- Emin Gasimov, vice-presidente de SOCAR-UMID, Azerbaijão
- Mammad A. Abbasbeyli, Diretor Executivo, CRA Group, Azerbaijão
- Kamal Mammadzade, Parceiro de Dentons, Azerbaijão
- Ayten Isayeva, Diretor de Finanças, Intertek, Reino Unido